# Saison 2011-2012 des Diables rouges de Briançon
Autres saisons
Saison précédente Saison suivante
Les Diables rouges de Briançon disputent la saison 2011-2012 au sein de la Ligue Magnus, l'élite du hockey sur glace français. Ils terminent au sixième rang national. Parallèlement, l'équipe remporte la première Coupe de la Ligue de son histoire.

## Contexte
Antoine Lucien Basile entame sa huitième saison à la tête des diables rouges de Briançon. Également sélectionneur de l'équipe d'Espagne, il décide de confier le poste de gardien titulaire au jeune international Ander Alcaine, 19 ans et sans expérience à ce niveau de compétition. Ce pari est motivé par le fait d'investir plus d'argent au niveau de l'attaque des diables rouges. Basile peut recruter notamment le centre Éric Castonguay. Le frère de Marc-André Bernier, Jonathan Bernier, gardien de but des Kings de Los Angeles de la Ligue nationale de hockey, entraîne les deux gardiens des Diables Rouges pendant une semaine durant le mois d'août 2011.

### Transferts à l'intersaison
Les mouvements de joueurs durant l'intersaison sont les suivants :
| Nom                       | Nationalité   | Poste          | Destination                   | Ligue      |
| ------------------------- | ------------- | -------------- | ----------------------------- | ---------- |
| Jaka Ankerst              | Slovénie      | Centre         | HK Jesenice                   | EBEL       |
| Loïc Lampérier            | France        | Centre         | Rouen                         | LM         |
| Kévin Dusseau             | France        | Défenseur      | Brûleurs de loups de Grenoble | LM         |
| Pierre-Charles Hordelalay | France        | Attaquant      | Reims                         | Division 1 |
| Michal Korenko            | Slovaquie     | Défenseur      | Chamonix                      | LM         |
| Kai Öhberg                | Finlande      | Défenseur      | Chamonix                      | LM         |
| Damien Raux               | France        | Attaquant      | Brûleurs de loups de Grenoble | LM         |
| Nicholas Romano           | Canada Italie | Attaquant      | Angers                        | LM         |
| Ramón Sopko               | Slovaquie     | Gardien de but | Dijon                         | LM         |
| Charles Townsend          | États-Unis    | Attaquant      | Gems de Dayton                | LCH        |
| Luka Tošič                | Slovénie      | Défenseur      | HK Jesenice                   | EBEL       |
| Gregory Alberti           | États-Unis    | Attaquant      | Arrêt                         | Arrêt      |

| Nom                   | Nationalité        | Poste          | Provenance                        | Ligue              |
| --------------------- | ------------------ | -------------- | --------------------------------- | ------------------ |
| Ander Alcaine         | Espagne            | Gardien de but | FC Barcelone                      | Superliga Española |
| Lucas Bini            | France             | Attaquant      | Gee-Gees de l'Université d'Ottawa | SIC                |
| Éric Castonguay       | Canada             | Attaquant      | Royals de Reading                 | ECHL               |
| Jean-François Caudron | Canada             | Attaquant      | HC Fassa                          | Serie A            |
| Cédric Di Dio Balsamo | France             | Attaquant      | Gap 18 ans                        | France U18         |
| Marek Dubec           | Slovaquie          | Attaquant      | Basingstoke Bison                 | EPIHL              |
| Robin Gaborit         | France             | Attaquant      | Cobras de Terrebonne              | LHJAAAQ            |
| Aleksi Holmberg       | Finlande           | Défenseur      | HPK Hämeenlinna                   | SM-liiga           |
| Jermu Porthén         | Finlande           | Centre         | KooKoo Kouvola                    | Mestis             |
| Maks Selan            | Slovénie           | Défenseur      | Valence                           | Division 1         |
| Bence Szirányi        | Hongrie            | Défenseur      | Budapest Stars                    | OB I. Bajnokság    |
| Steven VanOosten      | Canada             | Défenseur      | Thunder de Stockton               | ECHL               |
| Braden Walls          | Canada Royaume-Uni | Attaquant      | Oilers de Tulsa                   | LCH                |

## Composition de l'équipe
Les Diables rouges 2009-2010 sont entraînés par Luciano Basile. Edo Terglav est chargé de la préparation physique.

### Gardiens de but
| Numéro | Joueur            | Nationalité          | Main   | Date de naissance | Lieu de naissance |
| ------ | ----------------- | -------------------- | ------ | ----------------- | ----------------- |
| 1      | Ander Alcaine     | Drapeau de l'Espagne | Gauche | 20 décembre 1991  | Jaca (Espagne)    |
| 39     | Aurélien Bertrand | Drapeau de la France | Gauche | 7 février 1987    | Gap (France)      |

### Défenseurs
| Numéro | Joueur               | Nationalité            | Main   | Date de naissance | Lieu de naissance                            |
| ------ | -------------------- | ---------------------- | ------ | ----------------- | -------------------------------------------- |
| 4      | Steven Vanoosten     | Drapeau du Canada      | Droite | 16 janvier 1985   | Langley (Canada)                             |
| 5      | Viktor Szélig        | Drapeau de la Hongrie  | Gauche | 22 septembre 1975 | Dunaújváros (Hongrie)                        |
| 11     | Maks Selan           | Drapeau de la Slovénie | Gauche | 20 novembre 1988  | Jesenice (République socialiste de Slovénie) |
| 25     | Gary Lévèque - A     | Drapeau de la France   | Gauche | 11 septembre 1981 | Saint-Pierre-et-Miquelon (France)            |
| 62     | Florian Chakiachvili | Drapeau de la France   | Gauche | 18 mars 1992      | Briançon (France)                            |
| 50     | Aleksi Holmberg      | Drapeau de la Finlande | Gauche | 17 mars 1987      | Helsinki (Finlande)                          |
| 96     | Bence Szirányi       | Drapeau de la Hongrie  | Droite | 17 février 1988   | Budapest (Hongrie)                           |

### Attaquants
| Numéro | Joueur                 | Nationalité                                       | Main   | Date de naissance | Lieu de naissance                         |
| ------ | ---------------------- | ------------------------------------------------- | ------ | ----------------- | ----------------------------------------- |
| 7      | Mickaël Pérez          | Drapeau de la France                              | Gauche | 2 juillet 1983    | Gap (France)                              |
| 9      | Edo Terglav - C        | Drapeau de la Slovénie                            | Gauche | 24 janvier 1980   | Kranj (République socialiste de Slovénie) |
| 10     | Peter Bourgaut         | Drapeau de la France                              | Gauche | 17 mai 1987       | Tours (France)                            |
| 12     | Jean-François Caudron  | Drapeau du Canada                                 | Droite | 18 janvier 1978   | Saint-Hubert (Canada)                     |
| 16     | Marek Dubec            | Drapeau de la Slovaquie                           | Gauche | 26 février 1982   | Nitra (Tchécoslovaquie)                   |
| 22     | Robin Gaborit          | Drapeau de la France                              | Gauche | 10 janvier 1991   | Cholet (France)                           |
| 23     | Cédric Di Dio Balsamo  | Drapeau de la France                              | Gauche | 27 mars 1994      | Briançon (France)                         |
| 24     | Jermu Porthén          | Drapeau de la Finlande                            | Gauche | 26 mars 1983      | Vantaa (Finlande)                         |
| 26     | Braden Walls           | Drapeau du Canada · Drapeau de la Grande-Bretagne | Droite | 5 juin 1985       | Calgary (Canada)                          |
| 27     | Éric Castonguay        | Drapeau du Canada                                 | Droite | 18 septembre 1987 | Granby (Canada)                           |
| 41     | Marc-André Bernier - A | Drapeau du Canada                                 | Droite | 5 février 1985    | Laval (Canada)                            |
| 56     | Lucas Bini             | Drapeau de la France                              | Gauche | 31 octobre 1987   | Roanne (France)                           |
| 85     | Sébastien Rohat        | Drapeau de la France                              | Gauche | 18 février 1985   | Annecy (France)                           |

## Ligue Magnus

### Saison régulière
Briançon se classe quatrième à l'issue des vingt-six matchs de la saison régulière derrière respectivement Rouen, Dijon et Chamonix. L'équipe remporte quinze matchs dont deux en prolongations, marque 91 buts et en encaisse 78. Après leur succès en Coupe de la Ligue, les diables rouges réalisent une deuxième partie de saison médiocre décrochant six succès sur ses seize matchs officiel disputés en 2012 (quart de finale inclus).
Match après match

## Séries éliminatoires
Les Diables rouges s'inclinent en quart de finale face à Angers malgré l'avantage de la glace et le fait que les Ducs sont diminués par les blessures de cinq joueurs cadres.

### Quart de finale
| 6 mars 2012 | Diables rouges de Briançon | 5-2 (1-1, 1-0, 3-1) | Ducs d'Angers | Patinoire René-Froger 1 910 spectateurs |

| Feuille de match | Feuille de match | Feuille de match            | Feuille de match                                                      | Feuille de match                                            |
| ---------------- | --- | --------------------------- | --------------------------------------------------------------------- | ----------------------------------------------------------- |
|                  | Gaborit (Szirányi, Selan) — 11 min 16 s (SN) Pérez (Castonguay, Bernier) — 31 min 25 s Bernier (Walls, Castonguay) — 41 min 27 s (2 SN) Bernier (Caudron, Walls) — 48 min 44 s (SN) Caudron (Castonguay, Walls) — 59 min 21 s (SN) | 0-1 1-1 2-1 3-1 3-2 4-2 5-2 | Fortier — 7 min 32 s Bélanger (David, Bellemare) — 43 min 55 s (2 SN) | Arbitrage : Bruno Colleoni Gwilherm Margry Guillaume Gielly |
| Ander Alcaine    | Gardiens | Andrej Hočevar              |                                                                       | Arbitrage : Bruno Colleoni Gwilherm Margry Guillaume Gielly |
| 6 min            | Pénalités | 32 min                      |                                                                       | Arbitrage : Bruno Colleoni Gwilherm Margry Guillaume Gielly |
|                  | |                             |                                                                       | Arbitrage : Bruno Colleoni Gwilherm Margry Guillaume Gielly |

| 7 mars 2012 | Diables rouges de Briançon | 1-4 (0-2, 1-1, 0-1) | Ducs d'Angers | Patinoire René-Froger 1 933 spectateurs |

| Feuille de match | Feuille de match                    | Feuille de match    | Feuille de match | Feuille de match                                          |
| ---------------- | ----------------------------------- | ------------------- | --- | --------------------------------------------------------- |
|                  | Szélig (Dubec, Selan) — 22 min 21 s | 0-1 0-2 1-2 1-3 1-4 | David (Henderson, Albert) — 1 min 3 s Chauvel (Albert, Mihálik) — 2 min 53 s Raux (Carlsson, Balúch) — 25 min 10 s Chauvel (IN + CV) | Arbitrage : Jimmy Bergamelli Adrian Popa Guillaume Gielly |
| Ander Alcaine    | Gardiens                            | Andrej Hočevar      | | Arbitrage : Jimmy Bergamelli Adrian Popa Guillaume Gielly |
| 8 min            | Pénalités                           | 10 min              | | Arbitrage : Jimmy Bergamelli Adrian Popa Guillaume Gielly |
|                  |                                     |                     | | Arbitrage : Jimmy Bergamelli Adrian Popa Guillaume Gielly |

| 9 mars 2012 | Ducs d'Angers | 4-2 (1-0, 1-1, 2-1) | Diables rouges de Briançon | Patinoire du Haras 1 060 spectateurs |

| Feuille de match | Feuille de match | Feuille de match        | Feuille de match                                                                        | Feuille de match                                          |
| ---------------- | --- | ----------------------- | --------------------------------------------------------------------------------------- | --------------------------------------------------------- |
|                  | Albert (Chauvel, Henderson) — 15 min 53 s Albert (Henderson) — 23 min 57 s Raux (Bélanger, Balúch) — 44 min 30 s (SN) Fortier (Bélanger, Raux) — 54 min 49 s (2 SN) | 1-0 2-0 2-1 3-1 3-2 4-2 | Szélig (Castonguay, Vanoosten) — 30 min 47 s (SN) Bernier (Selan, Szélig) — 45 min 36 s | Arbitrage : Alexandre Hauchart Maxime Durand Mathieu Loos |
| Andrej Hočevar   | Gardiens | Ander Alcaine           |                                                                                         | Arbitrage : Alexandre Hauchart Maxime Durand Mathieu Loos |
| 14 min           | Pénalités | 34 min                  |                                                                                         | Arbitrage : Alexandre Hauchart Maxime Durand Mathieu Loos |
|                  | |                         |                                                                                         | Arbitrage : Alexandre Hauchart Maxime Durand Mathieu Loos |

| 10 mars 2012 | Ducs d'Angers | 5-2 (1-1, 3-0, 1-1) | Diables rouges de Briançon | Patinoire du Haras 1 060 spectateurs |

| Feuille de match | Feuille de match | Feuille de match            | Feuille de match                                            | Feuille de match                                             |
| ---------------- | --- | --------------------------- | ----------------------------------------------------------- | ------------------------------------------------------------ |
|                  | Fortier (Balúch, Bélanger) — 5 min 56 s Igier (Henderson) — 30 min 19 s (SN) Fortier (Bélanger, Lahesalu) — 33 min 57 s Bélanger (Lahesalu, Fortier) — 37 min (2 SN) Balúch (Albert) — 55 min 56 s (CV) | 1-0 1-1 2-1 3-1 4-1 4-2 5-2 | Bourgaut (Bernier, Walls) — 8 min 56 s Gaborit — 52 min 2 s | Arbitrage : Nicolas Barbez Anne-Sophie Boniface Mathieu Loos |
| Andrej Hočevar   | Gardiens | Ander Alcaine               |                                                             | Arbitrage : Nicolas Barbez Anne-Sophie Boniface Mathieu Loos |
| 8 min            | Pénalités | 22 min                      |                                                             | Arbitrage : Nicolas Barbez Anne-Sophie Boniface Mathieu Loos |
|                  | |                             |                                                             | Arbitrage : Nicolas Barbez Anne-Sophie Boniface Mathieu Loos |

## Coupe de France
L'équipe s'incline en quart de finale face à Amiens.

### Seizième de finale
| 25 octobre 2011 | Lynx de Valence D1 | 0-4 (0-1, 0-2, 0-1) | LM Diables rouges de Briançon | Patinoire du Polygone, Valence 551 spectateurs |

| Feuille de match | Feuille de match | Feuille de match | Feuille de match | Feuille de match                |
| ---------------- | ---------------- | ---------------- | --- | ------------------------------- |
|                  |                  | 0-1 0-2 0-3 0-4  | 17 min 14 s, Walls (Castonguay, Bourgaut) 32 min 26 s, Szirányi (Terglav, Rohat) 35 min 1 s, Selan (Castonguay, Rohat) 49 min 14 s, Bourgaut (Terglav, Rohat) SN | Arbitrage : Grémion Barbez Popa |
| Jérémy Valentin  | Gardiens         | Ander Alcaine    | | Arbitrage : Grémion Barbez Popa |
| 18 min           | Pénalités        | 14 min           | | Arbitrage : Grémion Barbez Popa |
|                  |                  |                  | | Arbitrage : Grémion Barbez Popa |

### Huitième de finale
| 22 novembre 2011 | Diables rouges de Briançon LM | 3-0 (2-0, 0-0, 1-0) | LM Rapaces de Gap | Patinoire René Froger 1 088 spectateurs |

| Feuille de match | Feuille de match | Feuille de match  | Feuille de match | Feuille de match                |
| ---------------- | --- | ----------------- | ---------------- | ------------------------------- |
|                  | 8 min 5 s, Rohat (Dubec, Bourgaut) 14 min 32 s, Pérez (Bernier, Walls) 59 min 50 s, Walls (Dubec, Szélig) cage vide | 1-0 2-0 3-0       |                  | Arbitrage : Velay Barbez Grabit |
| Ander Alcaine    | Gardiens | Michael Zacharias |                  | Arbitrage : Velay Barbez Grabit |
| 8 min            | Pénalités | 29 min            |                  | Arbitrage : Velay Barbez Grabit |
|                  | |                   |                  | Arbitrage : Velay Barbez Grabit |

### Quart de finale
| 21 décembre 2011 | Gothiques d'Amiens LM | 3-2 (1-1, 1-0, 1-1) | LM Diables rouges de Briançon | Coliséum |

| Feuille de match | Feuille de match                                                             | Feuille de match    | Feuille de match                                  | Feuille de match                  |
| ---------------- | ---------------------------------------------------------------------------- | ------------------- | ------------------------------------------------- | --------------------------------- |
|                  | 13 min 1 s, Nikolov (Beron) 38 min 2 s, Béron (Roussel) 59 min 17 s, Tomášek | 0-1 1-1 2-1 2-2 3-2 | 2 min 29 s, Bernier (Caudron) 48 min 0 s, Terglav | Arbitrage : Bliek Boniface Dehaen |
| Léo Bertein      | Gardiens                                                                     | Ander Alcaine       |                                                   | Arbitrage : Bliek Boniface Dehaen |
| 4 min            | Pénalités                                                                    | 12 min              |                                                   | Arbitrage : Bliek Boniface Dehaen |
|                  |                                                                              |                     |                                                   | Arbitrage : Bliek Boniface Dehaen |

## Coupe de la Ligue
Les Diables rouges débutent la Coupe de la Ligue dans la poule D contre les Rapaces de Gap, les Brûleurs de loups de Grenoble et les Ours de Villard-de-Lans. Les deux premiers, Briançon et Gap, sont ensuite qualifiés pour les quarts de finale.
| Clt   | Équipe                        | PJ | V | VP | D | DP | BP | BC | Pts |
| ----- | ----------------------------- | -- | - | -- | - | -- | -- | -- | --- |
| +001, | Diables rouges de Briançon    | 6  | 4 | 0  | 1 | 1  | 23 | 12 | 9   |
| +002, | Rapaces de Gap                | 6  | 4 | 0  | 2 | 0  | 20 | 14 | 8   |
| +003, | Brûleurs de loups de Grenoble | 6  | 2 | 1  | 3 | 0  | 14 | 18 | 6   |
| +004, | Ours de Villard-de-Lans       | 6  | 1 | 0  | 5 | 0  | 13 | 26 | 2   |

### Quart de finale
| 1er novembre 2011 | Chamois de Chamonix | 2-5 (0-3, 1-1, 1-1) | Diables rouges de Briançon | Patinoire Richard Bozon 612 spectateurs |

| Feuille de match          | Feuille de match                                                                        | Feuille de match            | Feuille de match | Feuille de match                     |
| ------------------------- | --------------------------------------------------------------------------------------- | --------------------------- | --- | ------------------------------------ |
|                           | 39 min 0 s, Guérette-Charland (Patry) SN 46 min 34 s, Guérette-Charland (Lambert, Gras) | 0-1 0-2 0-3 0-4 1-4 2-4 2-5 | 1 min 16 s, Pérez (Szélig, Terglav) 7 min 38 s, Castonguay (Bourgaut, Gaborit) 9 min 54 s, Pérez (Gaborit) 36 min 48 s, Walls (Selan, Bourgaut) SN 48 min 0 s, Bourgaut (Walls, Gaborit) | Arbitrage : Bourreau Courgeon Margry |
| Tom Charton Florian Hardy | Gardiens                                                                                | Ander Alcaine               | | Arbitrage : Bourreau Courgeon Margry |
| 6 min                     | Pénalités                                                                               | 18 min                      | | Arbitrage : Bourreau Courgeon Margry |
|                           |                                                                                         |                             | | Arbitrage : Bourreau Courgeon Margry |

| 16 novembre 2011 | Diables rouges de Briançon | 4-2 (1-0, 2-2, 1-0) | Chamonix Hockey Club | Patinoire René Froger 792 spectateurs |

| Feuille de match | Feuille de match | Feuille de match        | Feuille de match                                                       | Feuille de match                      |
| ---------------- | --- | ----------------------- | ---------------------------------------------------------------------- | ------------------------------------- |
|                  | 2 min 46 s, Di Dio Balsamo (Rohat, Holmberg) 23 min 34 s, Walls (Vanoosten, Caudron) SN 39 min 59 s, Caudron (Castonguay, Walls) 54 min 16 s, Pérez (Lévèque, Alcaine) IN | 1-0 2-0 2-1 2-2 3-2 4-2 | 24 min 42 s, Gras (Hascoët, Patry) 38 min 47 s, Masson (Korenko, Kara) | Arbitrage : Bergamelli Barbez Pointel |
| Ander Alcaine    | Gardiens | Florian Hardy           |                                                                        | Arbitrage : Bergamelli Barbez Pointel |
| 10 min           | Pénalités | 12 min                  |                                                                        | Arbitrage : Bergamelli Barbez Pointel |
|                  | |                         |                                                                        | Arbitrage : Bergamelli Barbez Pointel |

### Demi-finale
| 29 novembre 2011 | Dragons de Rouen | 4-3 (2-0, 2-1, 0-2) | Diables Rouges de Briançon | Île Lacroix 1 862 spectateurs |

| Feuille de match&ShowGameSheet=0 | Feuille de match&ShowGameSheet=0                                                                                              | Feuille de match&ShowGameSheet=0 | Feuille de match&ShowGameSheet=0                                                                                               | Feuille de match&ShowGameSheet=0  |
| -------------------------------- | --- | -------------------------------- | --- | --------------------------------- |
|                                  | 2 min 34 s, Paré 7 min 29 s, Guénette (Lampérier, Thinel) SN 21 min 52 s, Thinel (Desrosiers) 35 min 9 s, Elomo (Janil, Alén) | 1-0 2-0 3-0 3-1 4-1 4-2 4-3      | 29 min 2 s, Walls (Caudron, VanOosten) 48 min 29 s, Rohat (Szirányi, Holmberg) 51 min 36 s, Bernier (Castonguay, VanOosten) SN | Arbitrage : Barbez Furet Boniface |
| Fabrice Lhenry                   | Gardiens | Ander Alcaine                    | | Arbitrage : Barbez Furet Boniface |
| 18 min                           | Pénalités | 16 min                           | | Arbitrage : Barbez Furet Boniface |
|                                  | |                                  | | Arbitrage : Barbez Furet Boniface |

| 6 décembre 2011 | Diables rouges de Briançon | 7-2 (1-1, 3-1, 3-0) | Dragons de Rouen | Patinoire René Froger 1 468 spectateurs |

| Feuille de match | Feuille de match | Feuille de match                    | Feuille de match                                                           | Feuille de match                   |
| ---------------- | --- | ----------------------------------- | -------------------------------------------------------------------------- | ---------------------------------- |
|                  | 0 min 40 s, Terglav 20 min 43 s, Castonguay (Vanoosten, Bernier) SN 24 min 23 s, Bernier (Caudron, Castonguay) SN 30 min 56 s, Dubec (Gaborit, Rohat) 42 min 53 s, Walls (Szirányi, Caudron)49 min 22 s, Dubec (Holmberg, Szirányi) 54 min 18 s, Caudron (Walls) | 1-0 1-1 2-1 3-1 3-2 4-2 5-2 6-2 7-2 | 2 min 34 s, Paré (Demén-Willaume) 30 min 16 s, Paré (Mallette, Desrosiers) | Arbitrage : Colléoni Grabit Gielly |
| Ander Alcaine    | Gardiens | Fabrice Lhenry                      |                                                                            | Arbitrage : Colléoni Grabit Gielly |
| 8 min            | Pénalités | 28 min                              |                                                                            | Arbitrage : Colléoni Grabit Gielly |
|                  | |                                     |                                                                            | Arbitrage : Colléoni Grabit Gielly |

### Finale
Briançon remporte la coupe de la ligue.
| 28 décembre 2011 | Diables rouges de Briançon | 4-1 (1-1, 1-0, 2-0) | Pingouins de Morzine-Avoriaz | Patinoire olympique de Méribel 2 500 spectateurs |

| Feuille de match | Feuille de match | Feuille de match      | Feuille de match                                | Feuille de match                     |
| ---------------- | --- | --------------------- | ----------------------------------------------- | ------------------------------------ |
|                  | 0 min 32 s, Caudron (Vanoosten, Castonguay) 37 min 30 s, Walls (Vanoosten, Castonguay) SN 50 min 57 s, Terglav (Bernier, Pérez) 58 min 59 s, Caudron (Bernier) SN (cage vide) | 1-0 1-1 2-1 3-1 4-1   | 18 min 26 s, Mäkinen (Smyth, Shields) double SN | Arbitrage : Bourreau Fabre Loos Popa |
| Ander Alcaine    | Gardiens | Henri-Corentin Buysse |                                                 | Arbitrage : Bourreau Fabre Loos Popa |
| 16 min           | Pénalités | 14 min                |                                                 | Arbitrage : Bourreau Fabre Loos Popa |
|                  | |                       |                                                 | Arbitrage : Bourreau Fabre Loos Popa |

## Statistiques individuelles
Les statistiques des joueurs en Ligue Magnus, Coupe de la Ligue et Coupe de France sont listées dans le tableau ci-dessous.
| Marc-André Bernier    | 23 | 12 | 16 | 28 | 24 | 4 | 3 | 2 | 5 | 2  | 6 | 5 | 4 | 9  | 10 | 3 | 2 | 3 | 5 | 0  | 2 | 1 | 1 | 2 | 2  |
| Lucas Bini            | 26 | 0  | 2  | 2  | 40 | 4 | 0 | 0 | 0 | 0  | 6 | 1 | 2 | 3  | 22 | 5 | 0 | 0 | 0 | 4  | 3 | 0 | 0 | 0 | 4  |
| Peter Bourgaut        | 26 | 3  | 3  | 6  | 8  | 4 | 1 | 0 | 1 | 2  | 6 | 1 | 5 | 6  | 14 | 5 | 1 | 2 | 3 | 0  | 3 | 2 | 1 | 3 | 0  |
| Éric Castonguay       | 26 | 7  | 38 | 45 | 8  | 4 | 0 | 4 | 4 | 2  | 6 | 6 | 5 | 11 | 4  | 5 | 2 | 5 | 7 | 2  | 3 | 0 | 2 | 2 | 0  |
| Florian Chakiachvili  | 21 | 1  | 2  | 3  | 10 | 4 | 0 | 0 | 0 | 0  | 5 | 0 | 0 | 0  | 2  | 4 | 0 | 0 | 0 | 0  | 2 | 0 | 0 | 0 | 0  |
| Jean-François Caudron | 21 | 10 | 19 | 29 | 24 | 4 | 1 | 1 | 2 | 0  | 6 | 0 | 5 | 5  | 8  | 4 | 3 | 4 | 7 | 4  | 2 | 0 | 1 | 1 | 2  |
| Cédric Di Dio Balsamo | 24 | 1  | 1  | 2  | 0  | 4 | 0 | 0 | 0 | 0  | 6 | 0 | 1 | 1  | 2  | 5 | 1 | 0 | 1 | 0  | 2 | 0 | 0 | 0 | 0  |
| Marek Dubec           | 16 | 3  | 4  | 7  | 6  | 4 | 0 | 1 | 1 | 18 | - | - | - | -  | -  | 4 | 2 | 0 | 2 | 12 | 2 | 0 | 2 | 2 | 0  |
| Robin Gaborit         | 22 | 4  | 6  | 10 | 18 | 4 | 2 | 0 | 2 | 6  | 3 | 0 | 1 | 1  | 4  | 5 | 0 | 4 | 4 | 2  | 3 | 0 | 0 | 0 | 4  |
| Aleksi Holmberg       | 18 | 0  | 1  | 1  | 36 | 4 | 0 | 0 | 0 | 6  | 4 | 0 | 0 | 0  | 2  | 5 | 0 | 3 | 3 | 8  | 3 | 0 | 0 | 0 | 10 |
| Thomas Lapointe       | 2  | 0  | 0  | 0  | 0  | - | - | - | - | -  | 2 | 0 | 0 | 0  | 0  | - | - | - | - | -  | - | - | - | - | -  |
| Gary Lévèque          | 26 | 0  | 2  | 2  | 14 | 4 | 0 | 0 | 0 | 6  | 6 | 0 | 3 | 3  | 0  | 5 | 0 | 1 | 1 | 4  | 3 | 0 | 0 | 0 | 0  |
| Guillaume Michelon    | 1  | 0  | 0  | 0  | 0  | - | - | - | - | -  | 6 | 0 | 0 | 0  | 0  | - | - | - | - | -  | - | - | - | - | -  |
| Mickaël Pérez         | 9  | 4  | 3  | 7  | 4  | 4 | 1 | 0 | 1 | 0  | 4 | 1 | 4 | 5  | 2  | 5 | 3 | 1 | 4 | 2  | 3 | 1 | 0 | 1 | 0  |
| Jermu Porthén         | 3  | 0  | 1  | 1  | 4  | - | - | - | - | -  | 3 | 0 | 0 | 0  | 4  | - | - | - | - | -  | - | - | - | - | -  |
| Maks Selan            | 26 | 5  | 9  | 14 | 30 | 4 | 0 | 3 | 3 | 2  | 5 | 0 | 1 | 1  | 2  | 5 | 0 | 1 | 1 | 8  | 3 | 1 | 0 | 1 | 0  |
| Bence Szirányi        | 26 | 0  | 2  | 2  | 14 | 4 | 0 | 1 | 1 | 2  | 6 | 1 | 1 | 2  | 2  | 5 | 0 | 3 | 3 | 4  | 3 | 1 | 0 | 1 | 2  |
| Sébastien Rohat       | 26 | 3  | 2  | 5  | 4  | 4 | 0 | 0 | 0 | 0  | 6 | 3 | 0 | 3  | 0  | 5 | 1 | 2 | 3 | 0  | 3 | 0 | 4 | 4 | 0  |
| Viktor Szélig         | 26 | 3  | 6  | 9  | 36 | 4 | 2 | 1 | 3 | 4  | 6 | 0 | 3 | 3  | 8  | 5 | 0 | 1 | 1 | 8  | 3 | 0 | 1 | 1 | 2  |
| Edo Terglav           | 21 | 10 | 15 | 25 | 4  | 3 | 0 | 0 | 0 | 0  | 1 | 0 | 1 | 1  | 0  | 5 | 2 | 1 | 3 | 0  | 3 | 1 | 2 | 3 | 4  |
| Steven Van Oosten     | 25 | 9  | 15 | 24 | 66 | 4 | 0 | 1 | 1 | 0  | 5 | 0 | 2 | 2  | 4  | 5 | 1 | 6 | 7 | 2  | 3 | 0 | 0 | 0 | 2  |
| Braden Walls          | 24 | 16 | 9  | 25 | 53 | 4 | 0 | 4 | 4 | 20 | 6 | 5 | 3 | 8  | 10 | 5 | 5 | 3 | 8 | 6  | 3 | 2 | 1 | 3 | 2  |